# Andronache (cartier)
Andronache este un cartier din Sectorul 2, București. O aglomerare urbană este întemeiată în 1924 dincolo de podul Colentina, care era limita orașului București. Dezvoltându-se, aceasta tinde să se unească cu orașul propriu-zis. 